# Foton Motor
A Beiqi Foton Motor Co., Ltd., também conhecida como Foton Motor ou simplesmente Foton, é uma fabricante chinesa de caminhões, ônibus, tratores e maquinaria pesada, além de motores e automóveis leves e pesados, como vans, furgões e SUVs. É considerada a maior fabricante de caminhões e veículos pesados da China.

## História[2]

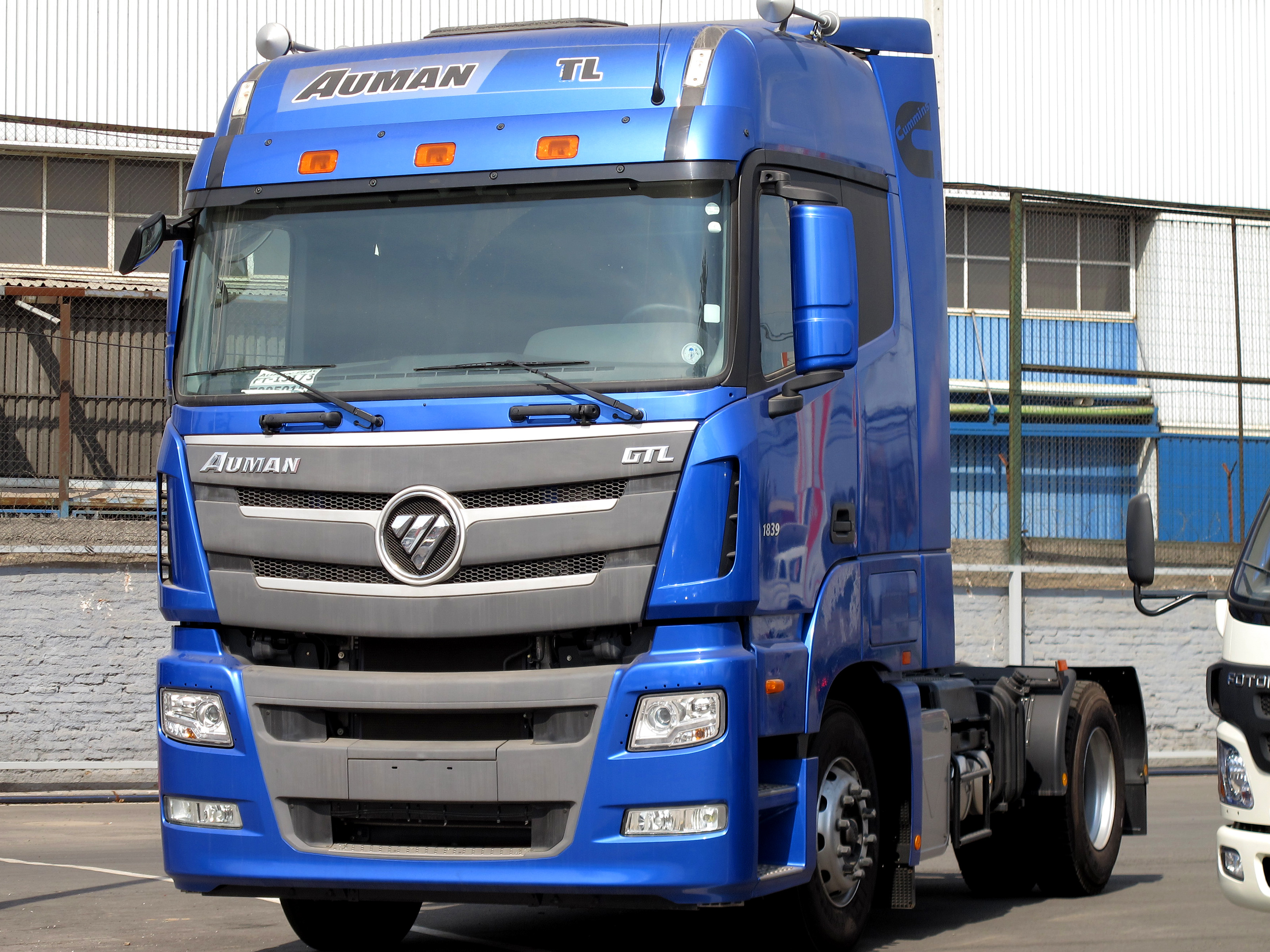
Caminhão Foton Auman

Foi fundada sob o nome Beiqi Foton Motor Co. em 28 de Agosto de 1996, em Pequim, na China, como uma subsidiária do grupo estatal BAIC (Beijing Automotive Industry Holding Co.).
Em 1998, abriu capital e foi listada na Bolsa de Valores de Xangai. Mudou sua sede para o distrito de Changping (ainda em Pequim) em Agosto de 2000.
Em 2008, assinou um contrato para criação de joint-venture com a fabricante americana Cummins, para a produção de motores, formando a Beijing Foton Cummins Engine Co. Ltd. A produção oficial dos motores se inicia em 2009, com capacidade de produção de 400.000 motores/ano.
Já em janeiro de 2009, assina outra joint-venture com a alemã Daimler AG, na proporção de 50/50 para a produção de caminhões pesados, usando a marca própria Auman, formando assim a Beijing Foton Daimler Automobile Co., Ltd.. A produção de caminhões dessa parceria inicia em junho do mesmo ano.
Em 2010 inaugurou sua sede em Moscou, na Rússia, para atender a Europa e em 2011 inaugurou uma divisão de vendas na Índia.

## Operações no Brasil
A Foton Caminhões ingressou no mercado brasileiro em 2010, representada pela Foton Aumark do Brasil, sendo a responsável pela importação e distribuição dos caminhões Foton no território nacional.
Atualmente a divisão administrativa e logística estão localizadas na cidade de Várzea Paulista.
Em 2014, foi anunciada a construção de uma planta fabril de cerca de 1,5 milhão de metros quadrados em Guaíba, no Rio Grande do Sul. Os primeiros caminhões da marca começaram a sair ainda em 2016. Há planos de construir mais uma fábrica no Rio de Janeiro e outra na Bahia, além da expansão da rede de concessionárias e assistência técnica no país.
Em março deste ano, a Foton assinou acordo de parceria com a montadora Agrale para a fabricação dos caminhões da marcas Auman e Foton até 2017 na planta de Caxias do Sul.